# Anhängerkupplung
Eine Anhängerkupplung (fachsprachlich Anhängekupplung, die Anhängerkupplung befindet sich am Anhänger) oder eine Anhängevorrichtung ist eine Vorrichtung, mit der ein Fahrzeug – beispielsweise Pkw, Lkw oder Fahrrad (siehe Fahrradanhänger) – mit einem Anhänger verbunden wird. Je nach Art des Zugfahrzeuges und des Anhängers findet man vier Bauarten von Anhängezugvorrichtungen (AHZV):
- die Bolzenkupplung, üblich in der Land- und Forstwirtschaft
- die Kugelkopfkupplung, üblich bei Pkw und älteren Fahrradanhängern mit Hochdeichsel
- die Maulkupplung bei Lkw und Traktoren
- die Sattelkupplung bei Sattelzügen

Seltener sind Bauarten, bei denen Kupplungshaken mit entsprechenden Ösen genutzt werden.
Die in der Europäischen Union einheitlich anzuwendenden Regelungen sind in der EG-Richtlinie 94/20 zusammengefasst.

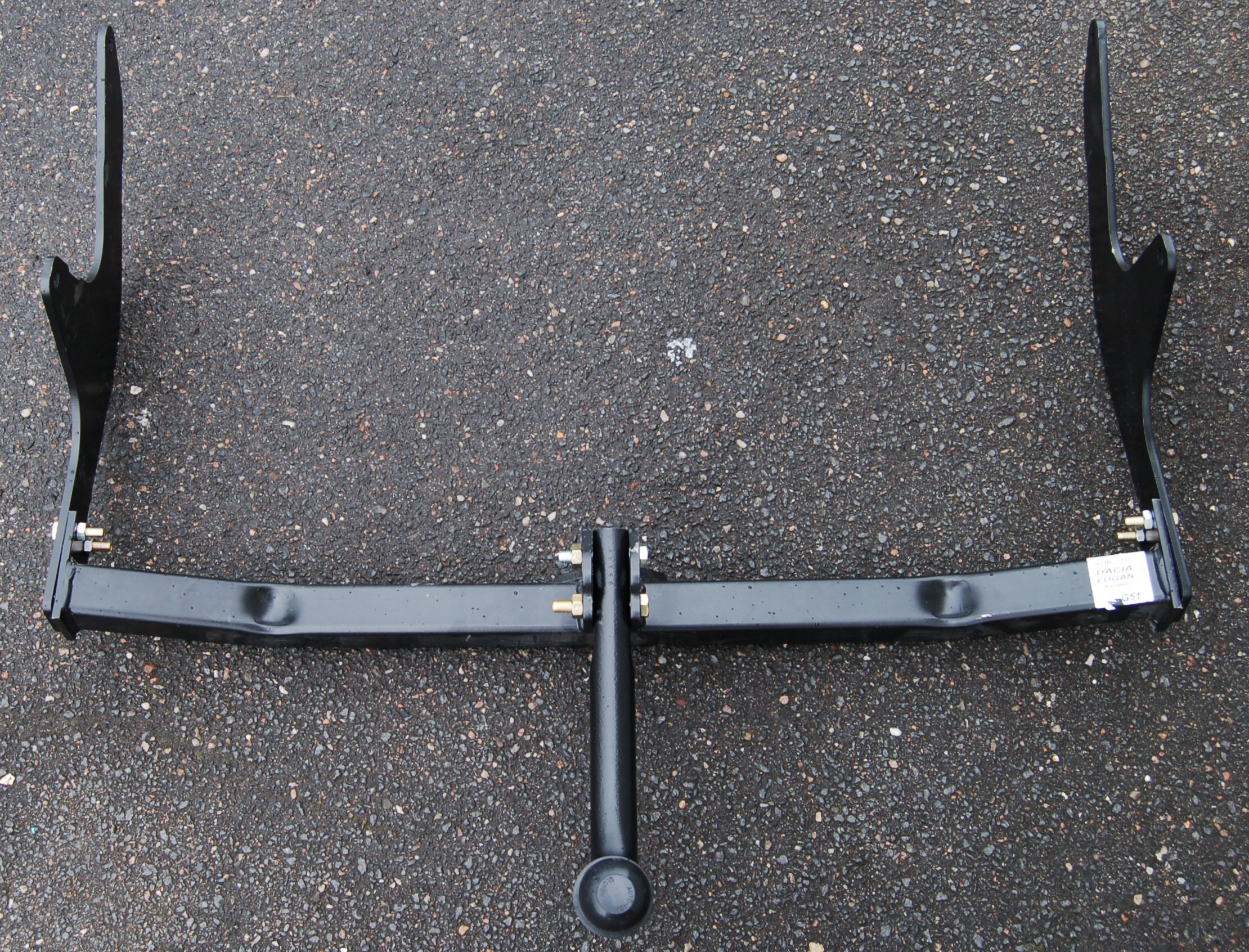
Pkw-Anhängerkupplung mit fest montiertem Kupplungskugelhals (starre Kupplung)

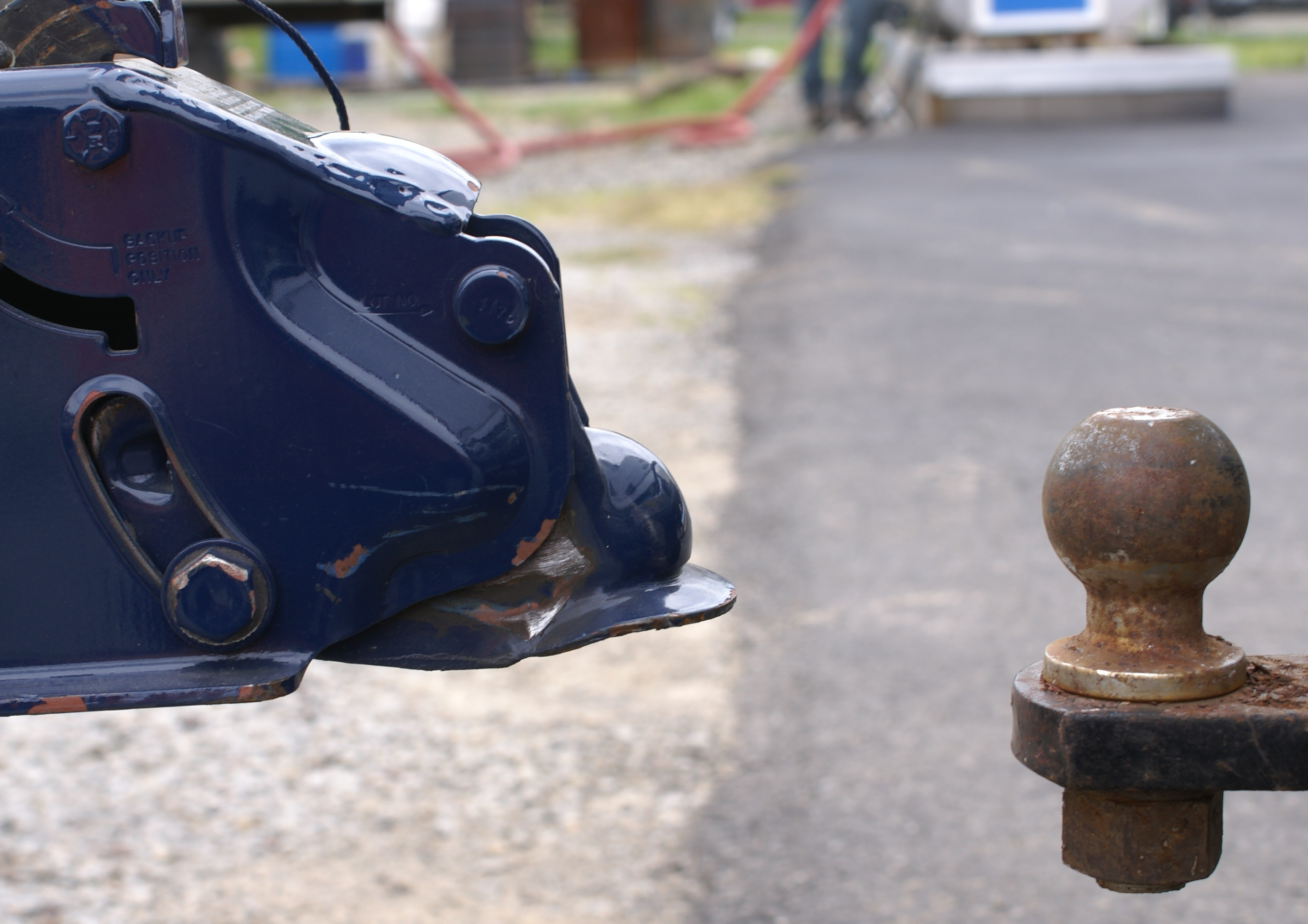
Eine geschraubte Pkw-Anhängerkupplung

## Geschichte

### Bolzenkupplung
Die ersten lösbaren Anhängerkupplungen sind aus dem Jahr 1904 bekannt, eine „Anhängerindustrie“ entstand jedoch erst ab 1912. In den 1920er Jahren wurden unterschiedliche Kupplungssysteme verwendet; allein 1925 wurden 17 verschiedene Bolzen-Kupplungen gezählt. In der Land- und Forstwirtschaft werden heute noch einfache, nicht selbsttätige, Bolzenkupplungen verwendet.

### Vollautomatische Bolzenkupplung
Der Hersteller Rockinger entwickelte 1927 eine automatische selbstschließende Maulkupplung, für die er im Jahre 1930 ein Patent erhielt. Ein ähnliches Produkt stellte bereits 1923 der Hersteller Ringfeder aus Krefeld für die Eisenbahn her. Diese Systeme des automatischen selbstschließenden Vorganges beim Einkuppeln setzten sich weltweit bei Nutzfahrzeugen durch.

### Sattelkupplung
Für den Sattelauflieger oder Sattelanhänger wird eine Sattelkupplung mit Königszapfen benötigt. Erste Patente eines lösbaren Aufliegers wurden 1932 erteilt, doch schon in den 1920er Jahren wurde mit dem „Oekonom-Großflächenwagen“ der erste Sattelzug vorgestellt.

### Kugelkopfkupplung
Lösbare Kugel-Schnellverschlüsse wurden bereits Anfang der 1930er Jahre bei Motorradgespannen angeboten. Franz Knöbel erhielt am 14. März 1934 ein Patent auf die Kugelkopfkupplung. Der Hersteller Westfalia erlangte mit dieser Erfindung weltweit Bekanntheit. Der damalige Durchmesser der Kugel von 50 mm ist heute noch die Norm. Für leichte Anhänger ist die Kugelkopfkupplung der heutige Kupplungsstandard. Die nicht „selbsttätige“ Kugelkopfkupplung ist zulässig bei Anhängern in der Land- und Forstwirtschaft sowie bei einem zulässigen Gesamtgewicht des Anhängers bis maximal 3500 kg.

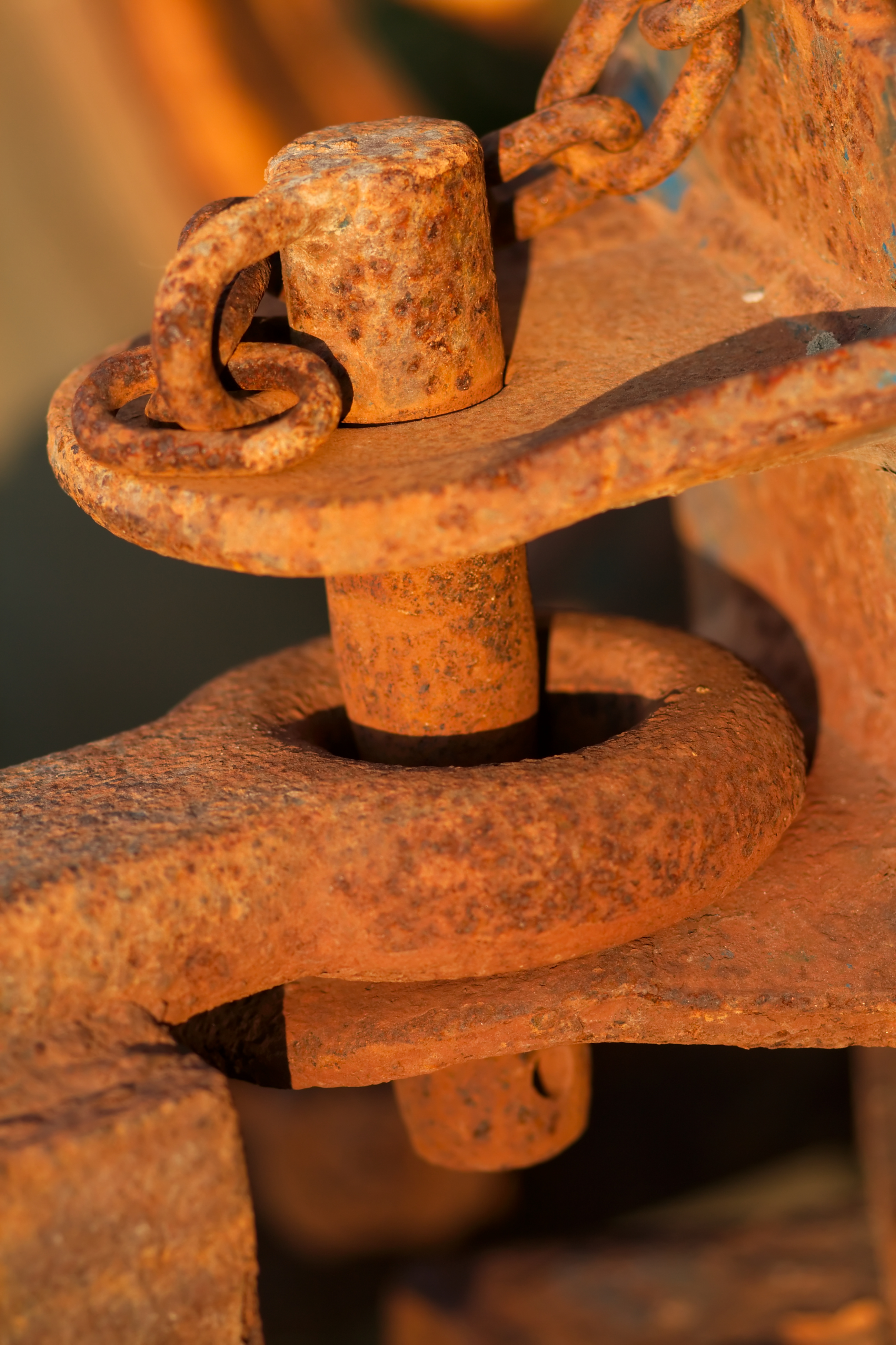
Historische Bolzenkupplung
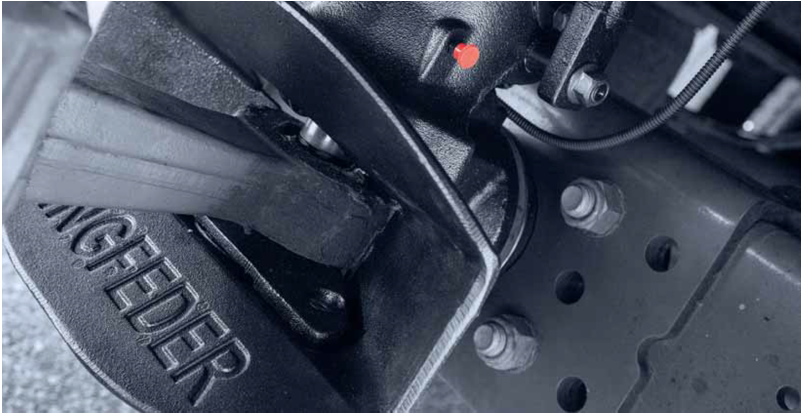
Bolzenkupplung
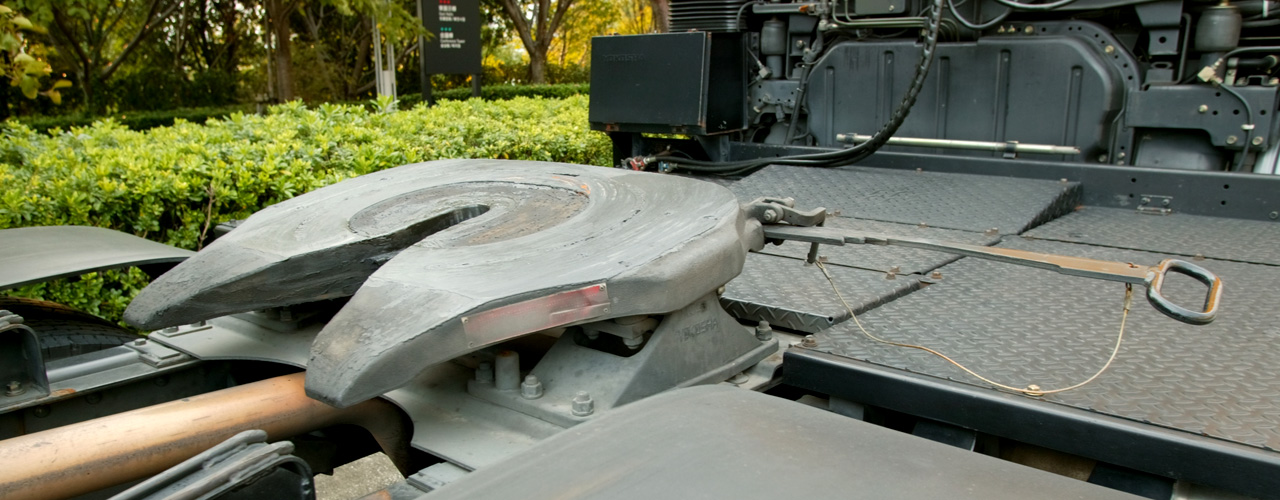
Sattelkupplung
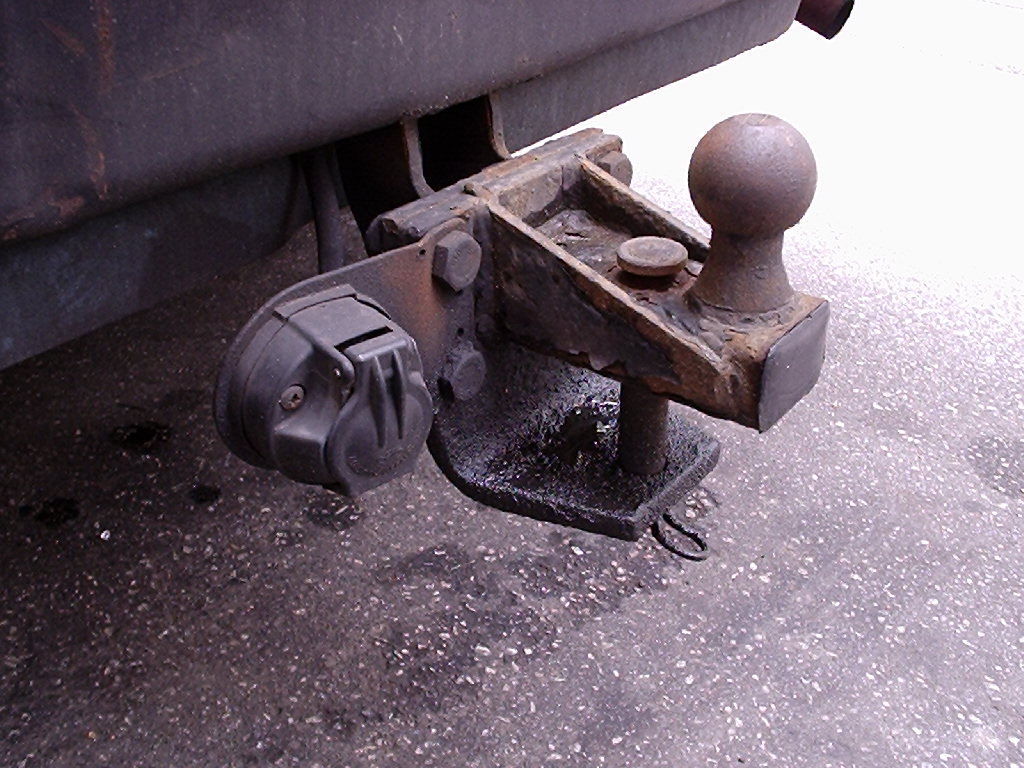
Kugelkopfkupplung kombiniert mit Bolzenkupplung

## Pkw
Bei Pkw wird die Kugelkopfkupplung verwendet. Als Anhängevorrichtung dient eine Halterung mit einer genormten Kugel von 50 mm Durchmesser. Am Anhänger befindet sich als Gegenstück dazu an der Deichsel eine Kugelpfanne mit hintenliegendem Verschluss. Dieser kann durch Anheben eines Hebels geöffnet werden. Sind die beiden zusammengekuppelt, so ist die Kugelpfanne auf der Kugel drehbar gelagert und gegen Abheben gesichert. Dadurch kann der Anhänger dem Zugfahrzeug gelenkig folgen. Weiterhin kann die Anhängerkupplung auch als Basis für andere Transportvorrichtungen wie z. B. Fahrradträger dienen, diese werden auf die Kugel reibschlüssig geklemmt. Ein wichtiges Kriterium für die Belastbarkeit ist die zulässige Stützlast, die üblicherweise zwischen 50 und 100 kg liegt.

### D-Wert
Zwischen Zugfahrzeug und Anhängefahrzeug treten sogenannte Deichselkräfte auf, die durch den sogenannten D-Wert klassifiziert und in Kilonewton (kN) angegeben werden. Der Wert ist dem Fabrikschild/Typenschild zu entnehmen. Dieser Wert einer gegebenen Anhängerkupplung ist zusammen mit der Masse des Zugfahrzeuges als auch einer möglicherweise in den Zulassungspapieren oder auf dem Typenschild angegebenen Gespann-Gesamtmasse die Berechnungsgrundlage für die zulässige Anhängelast. Der D-Wert wird einmalig auf Basis einer geeigneten Konstruktion bestimmt als auch geprüft und bleibt damit unveränderlich.
Mit Einführung des D-Wertes entfällt auf dem Typenschild der Anhängerkupplung die bis dahin übliche Angabe der Anhängelast (GA) und der zulässigen Gesamtmasse (GF). Damit wird nur der D-Wert und die zulässige Stützlast angegeben. Das Gesamtgewicht des Zugfahrzeugs und die Anhängelast sind veränderliche Werte, wobei zu beachten ist, dass die Chassishersteller und deren Peripherie das Gesamtgewicht eines Zuges begrenzen.
Der erforderliche D-Wert nach Richtlinie 94/20/EG oder auch nach der ECE- lässt sich rechnerisch gemäß
{\displaystyle D_{\text{erf}}\,=\,g{\frac {T\cdot R}{T+R}}}
mit
{\displaystyle D_{\text{erf}}}: erforderlicher D-Wert in Kilonewton (kN)
{\displaystyle T}: technisch zulässige Gesamtmasse des Zugfahrzeuges in Tonnen (t)
{\displaystyle R}: technisch zulässige Gesamtmasse des Anhängers in Tonnen (t)
{\displaystyle g}: Erdbeschleunigung ({\displaystyle 9{,}81\;{\text{m}}/{\text{s}}^{2}})
bestimmen.
Der D-Wert der Anhängerkupplung muss stets über dem erforderlichen D-Wert liegen. Berechnung der maximal zulässigen Anhängelast an einer Anhängerkupplung mit gegebenen D-Wert nach Richtlinie 94/20/EG
{\displaystyle R_{\text{max}}={\frac {D\cdot T}{g\cdot T-D}}}
Die Anhängelast darf die zulässige Anhängelast zu keinem Zeitpunkt überschreiten.

### Abnehmbare Anhängerkupplungen

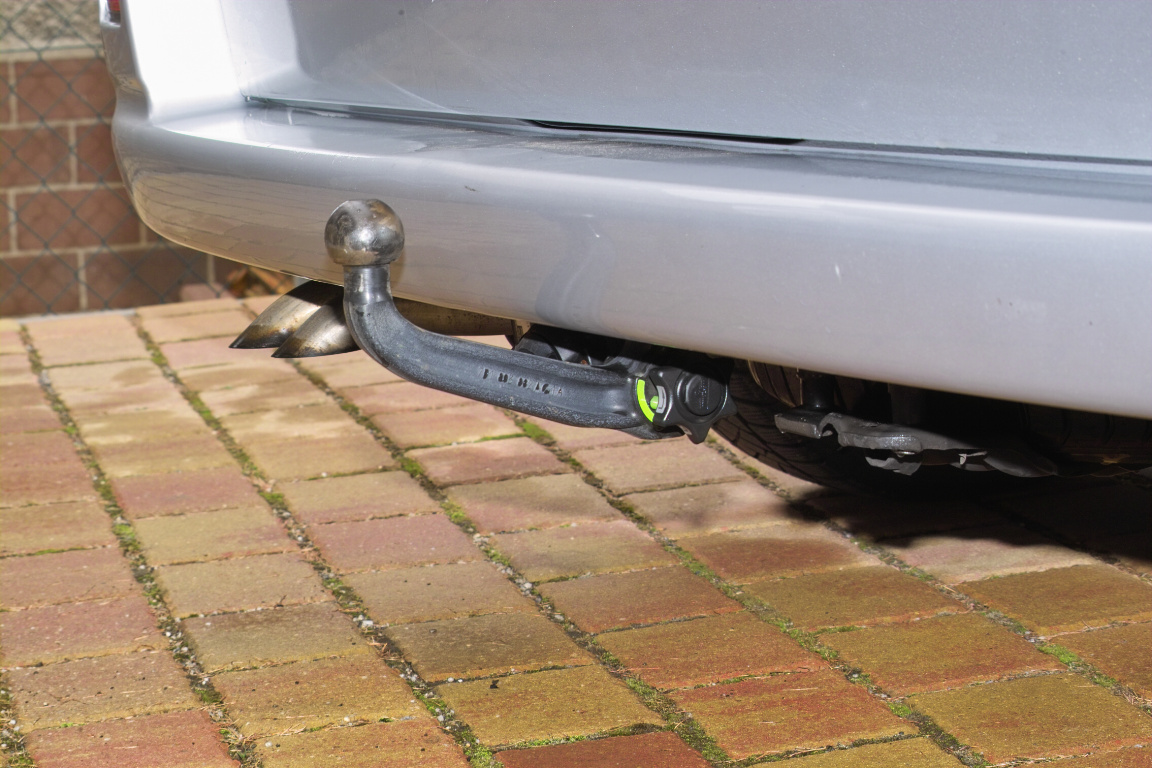
Abnehmbare Pkw-Anhängerkupplung

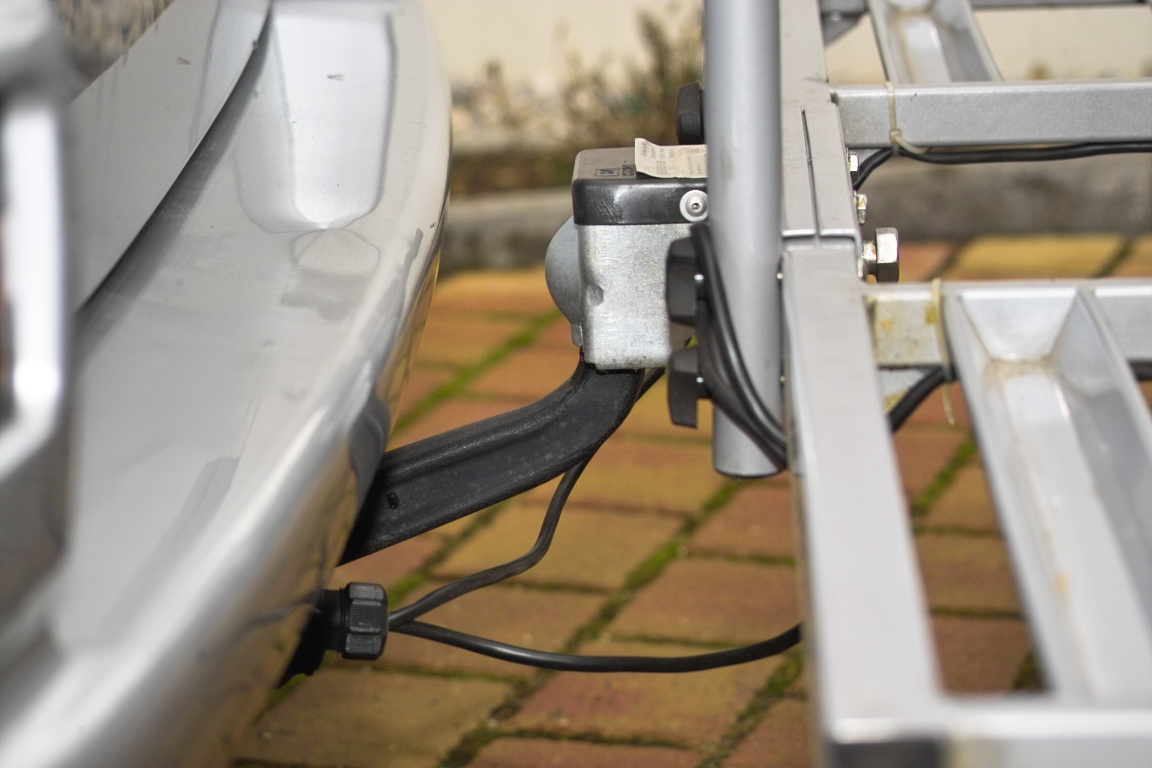
Abnehmbare Pkw-Anhängerkupplung mit durch Reibschluss aufgeklemmtem Fahrradträger

Neben den starren Anhängerkupplungen gibt es auch Ausführungen mit abnehmbarem Kugelhals, diese stört dann beim Betrieb ohne Anhänger nicht. Ein abnehmbarer Kugelhals ist nach EU-Richtlinie EG-Richtlinie 94/20 vom 30. Mai 1994, Anhang VII, Abschnitt 2.1.4 (PDF) dann Pflichtausstattung, sobald das Kennzeichen oder der dafür vorgesehene Platz durch den Kugelhals abgedeckt wird.
Abhängig davon, aus welcher Richtung das abnehmbare Teil an das Fahrzeug angebracht wird, werden senkrechte, schräge und waagerechte Varianten unterschieden. Diese sind auch meist versperrbar, so dass sie sich nicht versehentlich selbstständig oder durch äußere Einwirkung lösen sowie durch Unbefugte abgenommen werden können.
Bei einigen Ausführungen ragt bei abgenommenem Kugelkopf noch die Steckvorrichtung unter der Stoßstange hervor, bei anderen lässt sich auch die Steckdose nach oben schwenken. Die Ansicht des Fahrzeughecks wird dann nicht mehr durch die Aufnahmen gestört. Es gibt auch Vorrichtungen mit mechanisch oder elektrisch ausfahrbarer Anhängerkupplung, die bei Nichtbenutzung außerhalb des Sichtbereichs hinter dem Stoßfänger eingeschwenkt wird.
In einigen Staaten, wie beispielsweise in der Slowakei, ist es vorgeschrieben, dass jede abnehmbare Kupplung bei Nichtbenutzung auch tatsächlich abzunehmen ist, obwohl dieses gemäß EG-Richtlinie 94/20 nicht explizit benannt wird.

### Anprallschutz

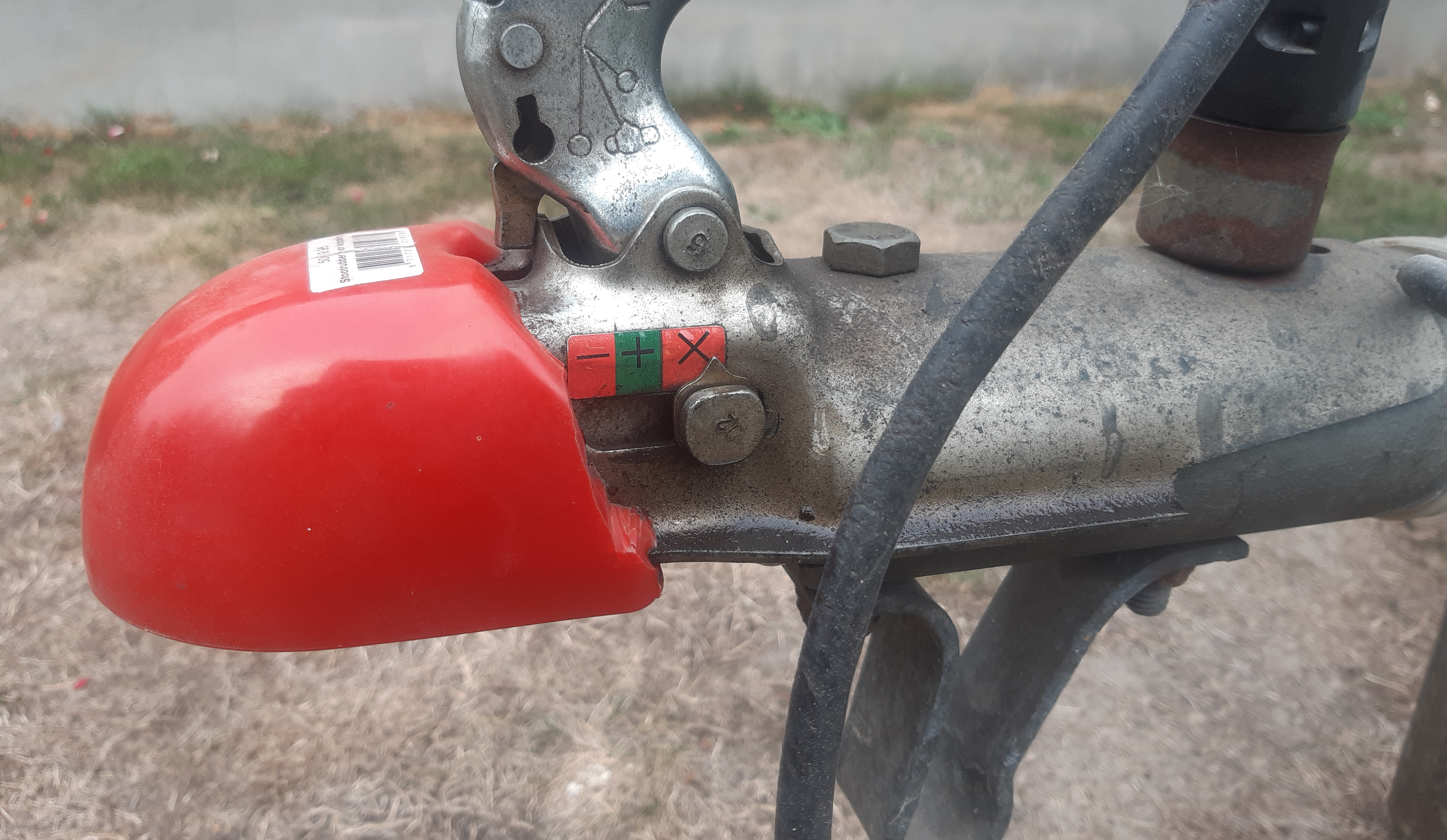
Zugkugelkupplung mit Prallschutz aus Gummi

Die Verwendung eines Prallschutzes aus Gummi vermindert die Gefahr der Beschädigung des Zugfahrzeugs beim An- und Abkuppeln.

## Lkw

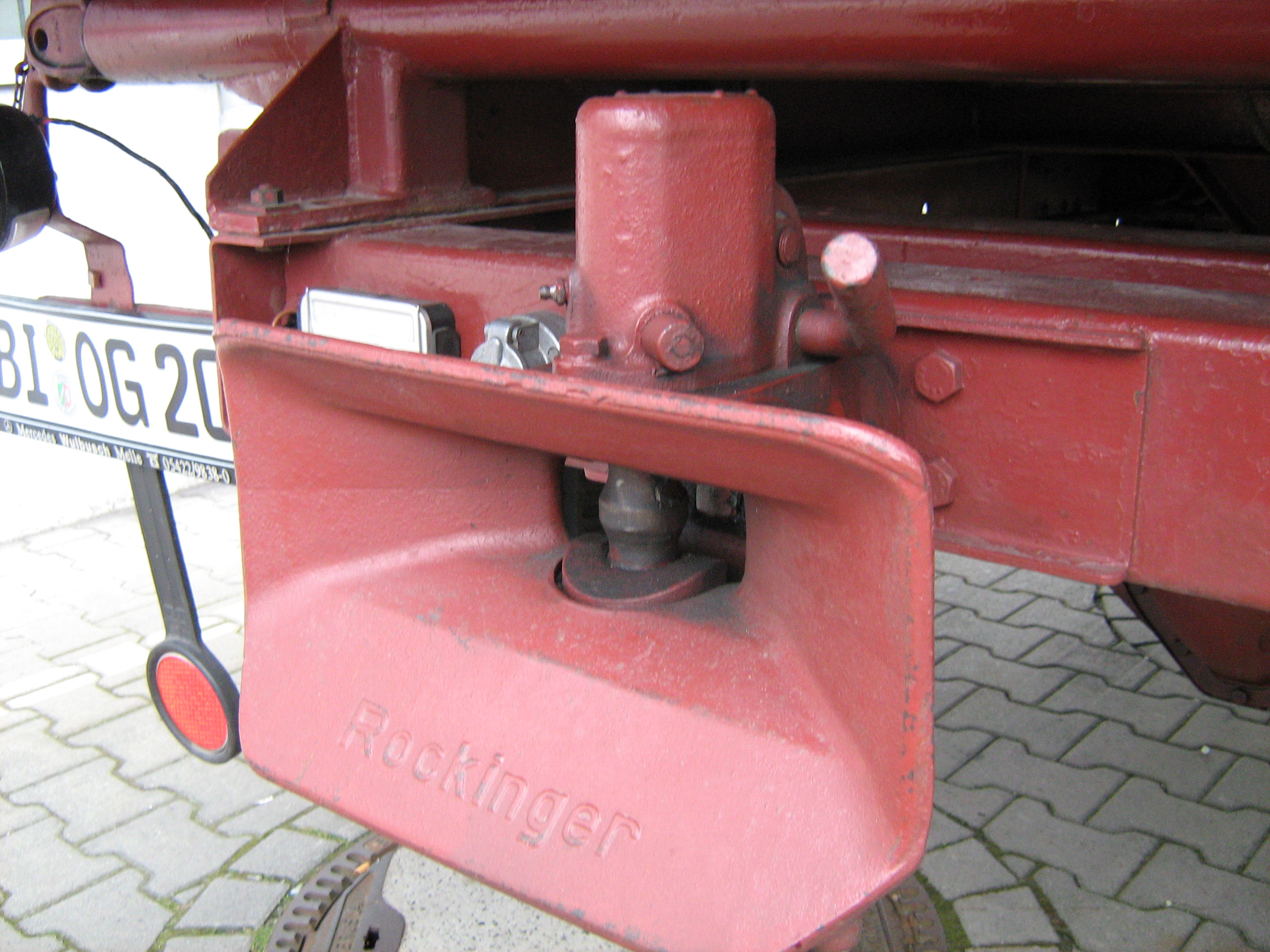
Lkw-Anhängerkupplung (Rockinger-Kupplung)

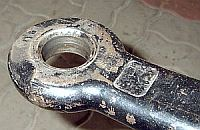
Kupplungsauge einer Lkw-Anhängerdeichsel

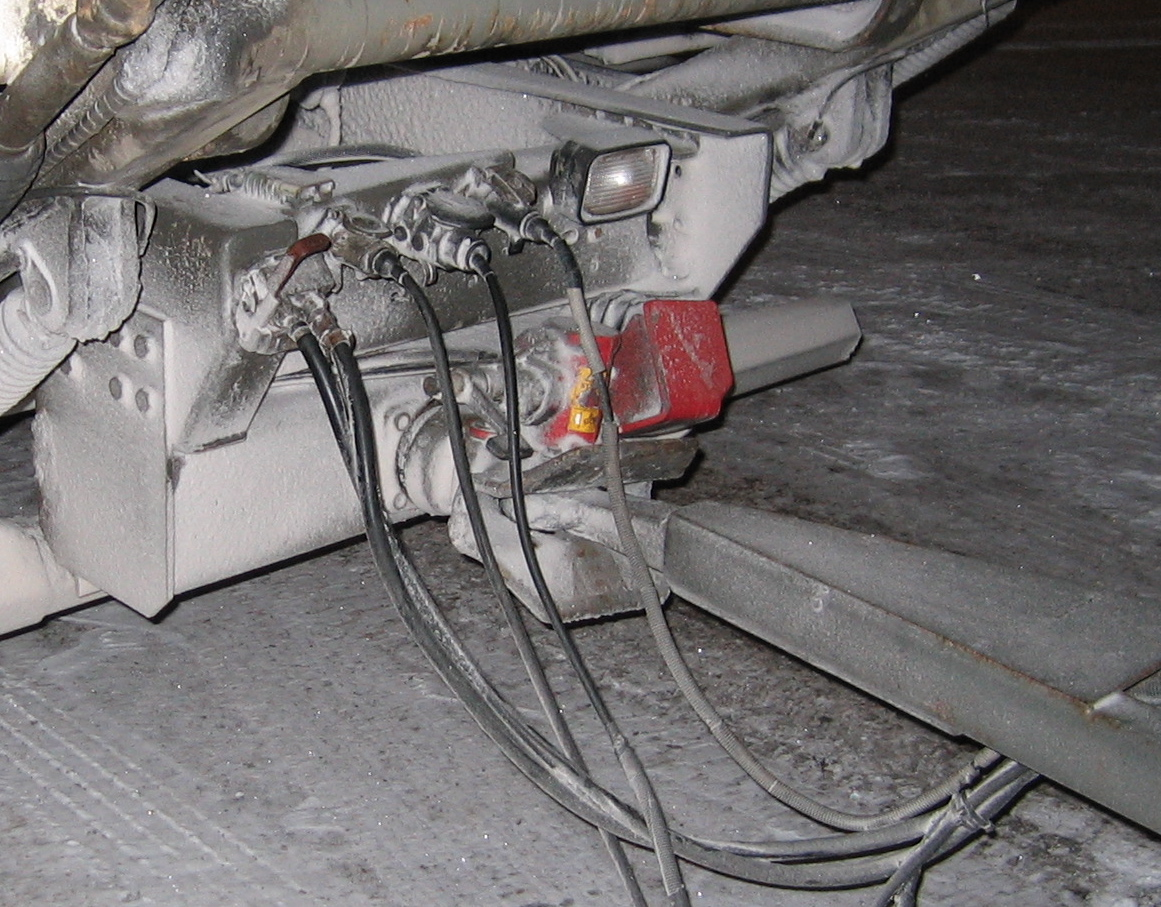
Steckverbindungen für einen Lkw-Anhänger

Für Anhänger am Lkw (meist über 3,5 t) wird die automatische Bolzenkupplung verwendet. Das Gegenstück an der Deichsel des Anhängers heißt Zugöse (teilweise Kupplungsauge). Der Kupplungsbolzen wird durch Schwenken des Betätigungshebels in Richtung des Lkw-Aufbaus angehoben und rastet in dieser Stellung ein. Wird dann die Öse der Anhängerdeichsel in das Kupplungsmaul geschoben, so fällt der Bolzen mit Federkraftunterstützung durch die Öse, rastet in dieser Stellung automatisch wieder ein und die Kupplung ist verbunden. Ob der Bolzen sicher eingerastet ist, wird durch den sogenannten Taststift (im Bild schräg oberhalb des Kupplungsmauls) angezeigt: In verriegelter Stellung schließt sein Ende mit dem umgebenden Gehäuse eben ab. Ist die Kupplung noch nicht verriegelt, steht der Stift deutlich heraus. Als „Taststift“ wird diese Vorrichtung bezeichnet, weil der Bediener auch in völliger Dunkelheit durch Abtasten mit der Hand eindeutig feststellen kann, ob die Kupplung eingerastet ist. Um den Anhänger abzukuppeln, wird der Hebel ebenfalls bis zum Einrasten des Bolzens nach vorne geschwenkt, so dass man das Zugfahrzeug dann vom abgestellten Anhänger wegfahren kann.
Hinzu kommt wiederum der Stecker für die elektrische Versorgung. Außerdem werden die Druckluftanschlüsse für die Bremsen benötigt. Hier gibt es ein älteres Einleitungs- und ein moderneres Zweileitungsbremssystem.
Vorgänger dieser Anhängerkupplungen waren nicht automatisch, sondern es wurde nur einfach ein Bolzen von oben durch das Maul und die Öse durchgesteckt und unten mit einem Vorstecker gesichert. Vielfach wird diese Art noch bei Traktoren, Gabelstaplern oder im Frontbereich von Lkw verwendet. Letztere vor allem als Abschleppvorrichtungen, hierzu gibt es spezielle Abschleppstangen mit Anhängerösen an beiden Seiten, womit man den liegengebliebenen Lkw mit einem anderen Lkw als Schleppfahrzeug verbinden kann. Aber auch zum Rangieren von Anhängern wird diese Frontkupplung verwendet, da die Sicht auf den Anhänger so günstiger ist und durch den Wegfall einer Achse (der Hinterachse des Lkw) die Lenkgeometrie erheblich vereinfacht wird.
Beim Lkw gibt es zwei verschiedene Anhängerarten. Es wird zwischen Anhängern mit höhenbeweglicher Deichsel, die keine vertikalen Kräfte übertragen, und starren Anhängern, welche vertikale Kräfte übertragen, unterschieden. Zuerst genannte werden allgemein als Drehschemelanhänger und letztere als Zentralachs- oder Starrdeichsel-Anhänger bezeichnet.

### Zugfahrzeug mit Sattelkupplung
D-Wert
Der D-Wert bei Drehschemel wird ebenso wie beim Pkw in der 94/20/EG bzw. ECE-R 55 wie folgt berechnet:
{\displaystyle D=g\cdot {\frac {0,6\cdot T\cdot R}{T+R-U}}\ {\text{ (kN)}}}
Abkürzungen:
{\displaystyle D}: erforderlicher D-Wert in Kilonewton ({\displaystyle {\text{kN}}})
{\displaystyle g}: Erdbeschleunigung ({\displaystyle 9{,}81\;{\text{m}}/{\text{s}}^{2}})
U: Sattellast in Tonnen (t)
{\displaystyle T}: technisch zulässige Gesamtmasse des Zugfahrzeuges in Tonnen ({\displaystyle {\text{t}}})
{\displaystyle R}: Gesamtmasse des Anhängers in Tonnen ({\displaystyle {\text{t}}})
Der D-Wert der Kupplung muss größer oder gleich dem errechneten Wert für die Zugkombination sein.

### Zugfahrzeug mit Zentralachsanhänger

#### Dc-Wert
Der Dc-Wert ist das Pendant zum D-Wert für Zentralachsanhänger.
Der Dc-Wert wird in der 94/20/EG bzw. ECE-R 55 gemäß
{\displaystyle D_{\text{c erf}}\;=g\cdot {\frac {T\cdot C}{T+C}}} T-C

mit
{\displaystyle D_{\text{c erf}}}: erforderlicher {\displaystyle D_{c}}-Wert in Kilonewton ({\displaystyle {\text{kN}}})
{\displaystyle g}: Erdbeschleunigung ({\displaystyle 9{,}81\;{\text{m}}/{\text{s}}^{2}})
{\displaystyle T}: technisch zulässige Gesamtmasse des Zugfahrzeuges in Tonnen ({\displaystyle {\text{t}}}), einschließlich Stützlast des Zentralachsanhängers
{\displaystyle C}: Summe der Achslasten des maximal beladenen Zentralachsanhängers in Tonnen ({\displaystyle {\text{t}}})
bestimmt.
Der Dc-Wert der Kupplung muss größer oder gleich dem errechneten Wert für die Zugkombination sein.

#### V-Wert

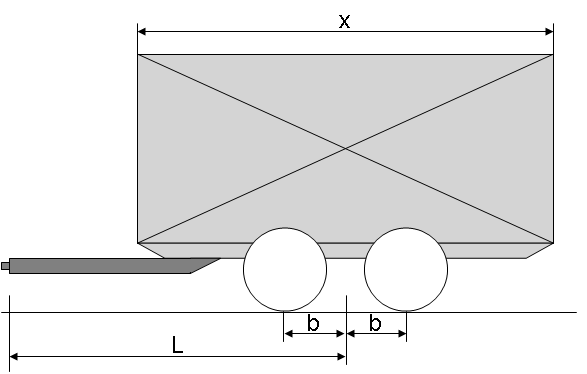
Abmessungen des Zentralachsanhängers

Der V-Wert ist der theoretische Bezugswert der Vertikalkraftamplitude, die von dem Zentralachsanhänger mit einer technisch zulässigen Höchstmasse von mehr als 3,5 Tonnen auf die Kupplung ausgeübt wird. Der V-Wert wird bei den dynamischen Prüfungen bei der Bestimmung der Vertikalkräfte verwendet. Er wird üblicherweise in Kilonewton angegeben.
Der V-Wert ist die theoretische vertikale Deichselkraft, die von dem Zentralachsanhänger mit einer technisch zulässigen Höchstmasse von mehr als 3,5 Tonnen auf die Kupplung ausgeübt wird. Der V-Wert wird bei den dynamischen Prüfungen bei der Bestimmung der Vertikalkräfte verwendet. Berechnet wird der Wert gemäß der ECE-R55:
{\displaystyle V={\frac {a\cdot \,C\cdot \,X^{2}}{L^{2}}}}
mit
{\displaystyle a}: vertikale Vergleichsbeschleunigung im Kuppelpunkt in {\displaystyle {\text{m}}/{\text{s}}^{2}}
{\displaystyle a=1{,}8} für Fahrzeuge mit Luftfederung (an der Hinterachse) oder vergleichbarer Federung
{\displaystyle a=2{,}4} für Fahrzeuge mit anderer Federung
{\displaystyle C}: Summe der Achslasten des maximal beladenen Zentralachsanhängers in Tonnen ({\displaystyle {\text{t}}})
{\displaystyle L}: Abstand von der Mitte der Zugöse zur Mitte des Achsaggregats in Meter ({\displaystyle {\text{m}}})
{\displaystyle X}: Länge des Anhängers ohne Deichsel in Meter ({\displaystyle {\text{m}}})
Anmerkung: {\displaystyle {\tfrac {X^{2}}{L^{2}}}\geqq {1{,}0}}
(Ergibt sich ein Wert von kleiner 1,0 dann ist der Wert 1,0 zu verwenden.)
Der V-Wert der Kupplung muss größer oder gleich dem errechneten V-Wert sein.

### NATO-Kupplung

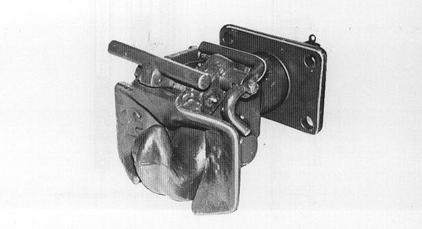
Hakenkupplung von Militär-Lkw

Eine weitere Form der Anhängerkupplung ist die Haken- bzw. NATO-Kupplung. Diese Art von Anhängerkupplungen sind im zivilen öffentlichen Straßenverkehr seit Ende der 1970er Jahre in Österreich verboten. In Deutschland sind die automatisch schließenden Hakenkupplungen, die ab den 1970er Jahren eingeführt wurden, uneingeschränkt zulassungsfähig, da sie ein nationales Prüfzeichen, bestehend aus Wellenlinie und Herstellernummer, aufweisen. Bedingt durch den größeren Durchmesser des Hakens im Vergleich zum Bolzen der zivilen Kupplung können nur Anhänger mit entsprechender Zugöse angehängt werden. Es halten sich beständig Gerüchte über ein Verbot der Hakenkupplung. Diese basieren jedoch im Wesentlichen auf zwei Punkten, die längst verbessert wurden. In den Anfangszeiten, noch während des Zweiten Weltkriegs, wurde die Zugöse aus einem Rohr gebogen, das bei hoher Belastung brach. Moderne Zugösen sind massive Schmiedeteile aus Stahl. Außerdem waren frühere Hakenkupplungen nicht automatisch schließend, was ihre Verwendung im öffentlichen Straßenverkehr ausschloss. In den USA verschwand die Hakenkupplung gut zehn Jahre später. Beim Militär findet diese Art jedoch noch weiter Verwendung. Ein Grund dafür ist die Verwendbarkeit im Gelände. Durch ihre Konstruktion ist es möglich größere Winkelbewegungen zwischen Zugfahrzeug und Anhänger zuzulassen, die vorwiegend im Geländeeinsatz auftreten können.

## Zweiräder

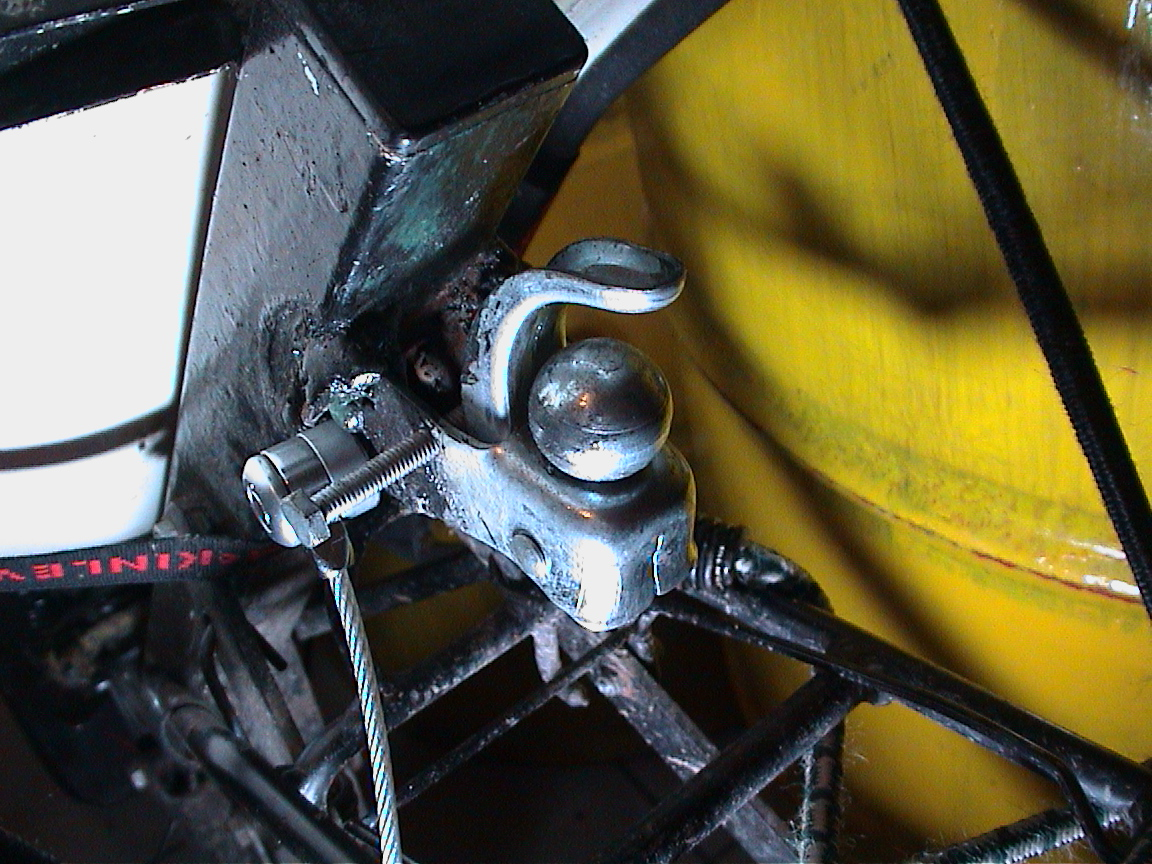
Kupplungskugel an einem Fahrrad

Bei Zweirädern gibt es zwei grundsätzlich verschiedene Varianten, einen Anhänger anzukuppeln. Zum einen ein ähnliches System wie beim Pkw mit einer kleineren (Durchmesser 25 mm) Kupplungskugel am Zugfahrzeug. Diese wird bei Fahrrädern meist direkt hinter oder unter dem Sattel angebracht, bei Mofas oder Mopeds am hinteren Gepäckträger. Mit diesem System können einachsige Handkarren mit Hochdeichsel angekuppelt werden. Eine nur halbkugelige Schale an der Deichsel wird dabei von einem Pressklotz mit Mulde auf die Kupplungskugel gepresst. Andere Systeme arbeiten mit Öse und Stift. Kupplungssysteme mit einem Kupplungskugeldurchmesser von 25 mm sind nur noch für Zweiräder zulässig (auch nachträglich), die vor Anwendung der Richtlinie 92/61/EWG bereits in Betrieb waren.
Für Fahrradanhänger finden zunehmend Kupplungssysteme Verbreitung, bei denen die Kupplung (in der Regel links) seitlich nahe der Hinterachse des Zugfahrzeugs sitzt, entweder zusammen mit einem Seitenständer an Ketten- und Seitenstrebe (Rahmenrohre) oder mit der Achsmutter an die Achse geklemmt. Die Kupplung kann wieder gelenkig über eine Kugel erfolgen. Ist sie hingegen stärker formschlüssig, hat die schräg nach hinten laufende Deichsel vorn eine relativ steife Schraubenfeder als Gelenk integriert. Durch die in Achshöhe weniger als halb so hohe Einleitung der „Trägheitskraft“ des Anhängers beim Bremsen (nur) des Zugfahrrades wird dieses weniger stark „ausgehoben“ (Entlastung der Hinterachse). Auch Anhänger-Schlinger-Kräfte quer zur Fahrtrichtung wirken am so kürzeren Hebel weniger stark auf das Fahrrad. Durch beide Effekte lässt es sich sicherer fahren, auch gut im Stehen und Wiegetritt. Allerdings ist das Befahren enger Rechtskurven behindert, weil das Hinterrad an die Deichsel stößt.
Einspuranhänger, ob für Fahrräder oder auch motorisierte Fahrzeuge, benötigen eine Art von Kupplung und Deichsel, die den Anhänger torsionssteif mit dem Zugfahrzeug verbinden und dadurch mit diesem – in Bezug auf seine Längsachse – aufrecht hält. Kupplung und Deichsel müssen dabei jedoch für Kuppen- und Kurvenfahrt um zwei Knickrichtungen gelenkig sein. So bilden zwei Bolzen (etwa) in der Verlängerung der Hinterradachse des Zweirads eine (unterbrochene) waagerechte Knickachse. Vorn trägt der Anhänger ein Gelenk mit ebenfalls etwa 15 cm langer, senkrechter Knickachse. Beide bilden zwei Kanten eines gestreckten Tetraeders, dessen vier weitere Kanten durch vier schlanke Rohre einer dreidimensionalen Deichsel (meist zusammenklappbar und leicht abbaubar) gebildet werden. Schmale, niedrige Bauweise und Beladung lässt Wiegetritt zu, der einrädrige Anhänger neigt sich mit in jede Kurve und folgt genau in der Spur.
Bei Motorrädern gibt es einzelne Anbieter für Anhängerkupplungen der Pkw-50-mm-Norm. Nachdem das Motorrad spätestens seit Ende der 1960er Jahre kaum mehr als reines Transportfahrzeug eingesetzt wird und Motorräder mit Anhänger z. B. nach der deutschen StVO § 3 Abs. 3 auf 60 km/h begrenzt sind, ist diese Art von Gespann in Mitteleuropa weitgehend aus dem Straßenbild verschwunden.

## Sonderfahrzeuge

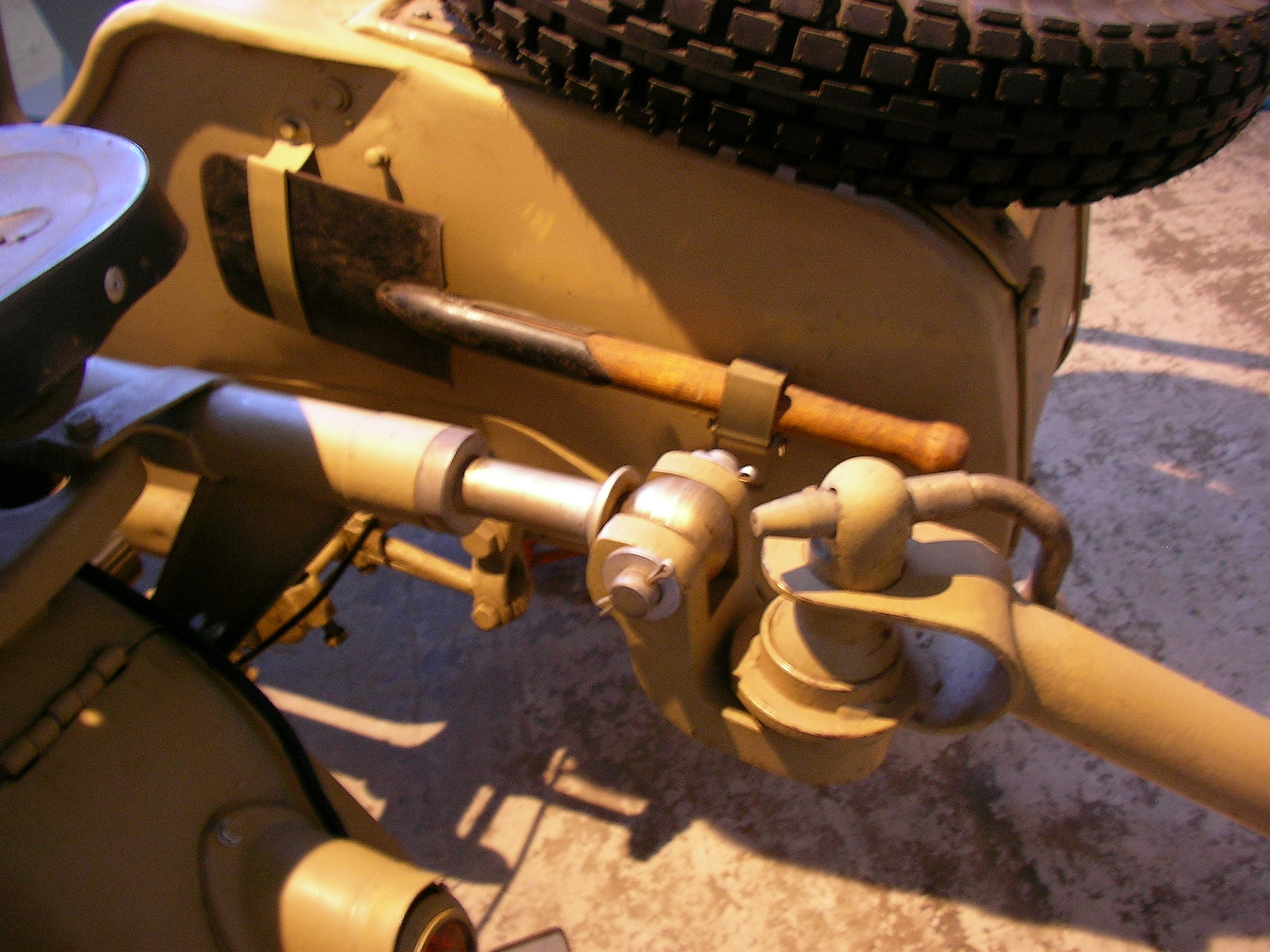
Einheitsprotzhaken an Zündapp KS 750

Historisch sind weitere Anhängesysteme für Sonderfahrzeuge bekannt. Es wurden von der deutschen Wehrmacht für leichte Anhängelasten der Einheitsprotzhaken an Motorradgespannen wie Zündapp KS 750 und Kettenkrädern eingesetzt. Auch die Verbindung mehrerer Anhänger wurde in ähnlicher Weise für den Infanteriekarren (If. 8) bei Pferdegespannen genutzt. An 1,5-Tonnen-Lkw wie etwa Steyr 1500 A wurde teilweise ein Protzhaken verwendet. Für Omnibusanhänger wurde eine spielfreie Doppelbolzenkupplung verwendet.

## Rechtliches

### Allgemeine Vorschriften
In Deutschland ist bei mehrspurigen Kraftfahrzeugen eine Abschleppeinrichtung vorgeschrieben und wird zusammen mit Anhängerkupplungen in § 43 StVZO „Einrichtungen zur Verbindung von Fahrzeugen“ geregelt (Auszug):
- Anhängerkupplungen müssen selbsttätig wirken
- Nicht selbsttätige Anhängekupplungen sind jedoch zulässig

1. an Zugmaschinen und an selbstfahrenden Arbeitsmaschinen und Staplern, wenn der Führer den Kupplungsvorgang von seinem Sitz aus beobachten kann,
2. an Krafträdern und Personenkraftwagen,
3. an Anhängern hinter Zugmaschinen in land- oder forstwirtschaftlichen Betrieben,
4. zur Verbindung von anderen Kraftfahrzeugen mit einachsigen Anhängern oder zweiachsigen Anhängern mit einem Achsabstand von weniger als 1,0 m mit einem zulässigen Gesamtgewicht von nicht mehr als 3,5 t.

- Mehrspurige Fahrzeuge mit mehr als einer Achse müssen vorn über eine Abschleppeinrichtung verfügen

### Hinweise zum Anhängerbetrieb
Zulässiges Gesamtgewicht des Zuges: Im Fahrzeugbrief/-schein kann unter Ziffer 22 (Bemerkungen) der Hinweis „ZUL. GES.-GEW. D. ZUGES MAX ………… KG“ vermerkt sein. Hierdurch wird das maximal zulässige Gesamtgewicht des Zuges (Kombination Zugfahrzeug und Anhänger) definiert. Diese Beschränkung ist vom Fahrzeughalter/-führer zu beachten.

### Zulassungsbestimmungen
In Deutschland muss eine nachträglich angebrachte Anhängerkupplung, die keine EU-Zulassung hat, von einem amtlich anerkannten Sachverständigen überprüft und abgenommen werden.
Ist in der Zulassungsbescheinigung Teil 1 unter Punkt 22 (Bemerkungen und Ausnahmen) ww. AHK lt. EGTG/ABE vermerkt, (amtliche Abkürzung für wahlweise Anhängerkupplung laut EG-Typgenehmigung oder mit Allgemeiner Betriebserlaubnis) ist das Fahrzeug für den Anbau einer abnahmefreien Anhängerkupplung mit EU-Zulassung vorgesehen.
Die Voraussetzungen für einen abnahmefreien Anbau der AHK nach § 19 Abs. 3 StVZO sind im Einzelnen in Deutschland wie folgt:
- Die Anhängerkupplung muss über eine EU-Zulassung verfügen (Prüfzeichen mit e beginnend). Das E-Prüfzeichen sagt aus, dass das entsprechende technische Bauteil innerhalb der EU zugelassen ist, eine weitere Prüfung des Anbaus ist dann nicht erforderlich.

- Einrichtungen ohne EU-Zulassung oder E-Prüfzeichen müssen nach Anbau durch eine Überwachungsorganisation (ÜO wie FKÜ, KÜS, GTÜ) oder der technischen Prüfstelle (TP wie DEKRA oder TÜV) geprüft werden. Dabei wird der korrekte Anbau der Teile und die Einhaltung der damit eventuell verbundenen Auflagen kontrolliert und nach bestandener Prüfung eine Änderungsabnahme erstellt.
- Das KBA stellt aber alte AHKs mit ~Prüfzeichen dem E-Zeichen gleich und verlangt keine Eintragung, sondern lediglich das mitführen der Einbauanleitung. Siehe Link KBA Informationssystem

- Sofern die Einrichtung nicht mit Hilfe der allgemeinen Betriebserlaubnis, der EG-Betriebserlaubnis oder der Änderungsabnahme durch die Zulassungsbehörden in die Fahrzeugpapiere eingetragen worden ist, muss das Schriftstück während des Führens bzw. Fahrens des Kfz oder Krads mitgeführt werden.
- Die zulässige Anhängelast ist anhand des so genannten D-Wertes der Anhängerkupplung zu überprüfen.

In Österreich ist die Zulassung davon abhängig, ob bereits eine Vorrichtung im Typenschein eingetragen ist. Nur wenn keine eingetragen ist, muss sie von der Überprüfungsstelle der jeweiligen Landesregierung überprüft und eingetragen werden.